# Mount Nivelle
Mount Nivelle är ett berg i Kanada.   Det ligger i provinsen British Columbia, i den södra delen av landet, 3 000 km väster om huvudstaden Ottawa. Toppen på Mount Nivelle är 3 256 meter över havet.
Terrängen runt Mount Nivelle är huvudsakligen bergig, men åt sydost är den kuperad.Trakten runt Mount Nivelle är nära nog obefolkad, med mindre än två invånare per kvadratkilometer.. Det finns inga samhällen i närheten. 
Trakten runt Mount Nivelle består i huvudsak av gräsmarker.